# Тенишево
Те́нишево (тат. Тенеш) — посёлок городского типа в Камско-Устьинском районе Республики Татарстан России.
Образует муниципальное образование посёлок городского типа Тенишево со статусом городского поселения как единственный населённый пункт в его составе.
Население — 708 чел. (2021).

## География
Посёлок расположен на правом берегу Волги (Куйбышевское водохранилище) в 7 км к северо-западу от Камского Устья.
Населенный пункт расположен на склоне Богородских гор. Рядом находится памятник природы Юрьевская пещера. Кроме того, имеется свободный доступ в штольни старых разработок гипсового камня Гипсы-1.

## История
Населённый пункт основан в начале 1930-х годов. На руднике работали жители соседних деревень Тенишево (в народе Русское Тенишево), что стояла рядом с рудником, и Малое Мереткозино (в народе Татарское Тенишево). Статус посёлка городского типа — с 1997 года, до этого являлся частью посёлка Камское Устье.
До 16 июня 1999 года назывался посёлком имени 9-го Января.

## Население
| 2002 | 2003 | 2004 | 2005  | 2006 | 2007 | 2009 |
| ---- | ---- | ---- | ----- | ---- | ---- | ---- |
| 866  | ↗900 | →900 | ↗2795 | ↘832 | ↘821 | ↗823 |
| 2010 | 2011 | 2012 | 2013  | 2014 | 2015 | 2016 |
| ↘809 | ↘808 | ↘797 | ↘784  | ↗789 | ↘762 | ↘754 |
| 2017 | 2018 | 2019 | 2020  | 2021 |      |      |
| ↘738 | ↘716 | ↘708 | ↘688  | ↗708 |      |      |

## Экономика
Имеется пристань, ведётся добыча гипса